# Onderse Schans

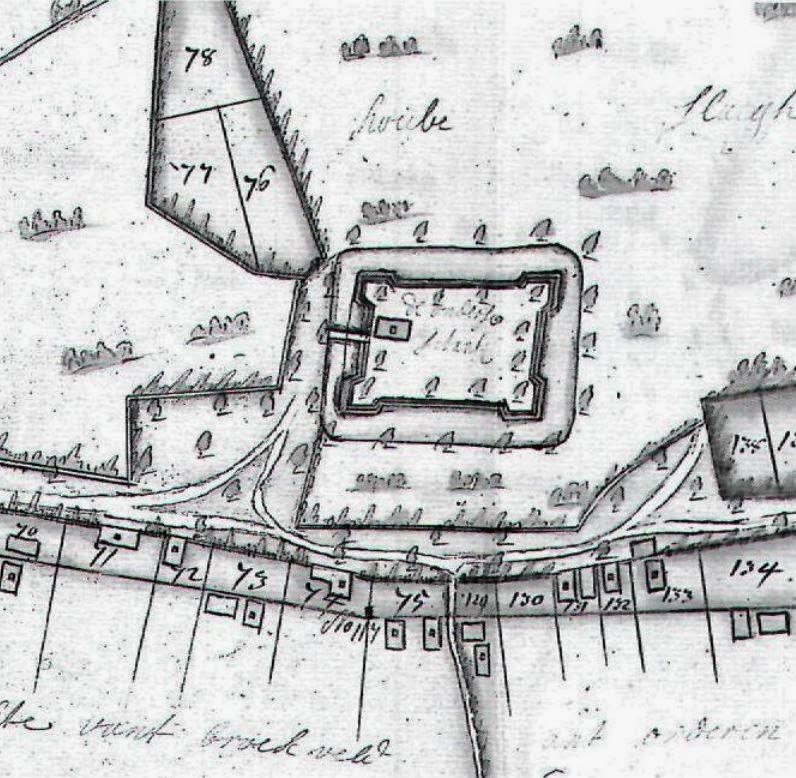
Onderse Schans op de kaart van 1734

De Onderse Schans was een schans in Helden in de Nederlandse gemeente Peel en Maas. 

## Geschiedenis
Tussen 1570 en 1600 werd de schans waarschijnlijk aangelegd.
In 1734 wordt de schans aangegeven op de tiendkaart.
In 2015 werd de schans gereconstrueerd.

## Constructie
De schans had een rechthoekig plattegrond met op de hoeken bastions. Aan de westkant bevond zich de toegangsweg tot de schans die voorzien was van een ophaalbrug over de ringgracht. Bij de ingang stond binnen de schans een gebouw.

## Situering
De schans lag niet ver van de Baarloseweg in buurtschap Onder in het moerassige gebied van de Broekbemt. Anno 2015 stroomt langs de schans de Kwistbeek.